# Albedo
| … im Sonnensystem                   | … im Sonnensystem                   | … im Sonnensystem    |
| Himmels- körper                     | mittlere Albedo                     | mittlere Albedo      |
| Himmels- körper                     | geometrisch                         | sphärisch            |
| ----------------------------------- | ----------------------------------- | -------------------- |
| Merkur                              | 0,142                               | 0,068                |
| Venus                               | 0,689                               | 0,77                 |
| Erde                                | 0,434                               | 0,294                |
| Mars                                | 0,170                               | 0,250                |
| Jupiter                             | 0,538                               | 0,343 und auch 0,503 |
| Saturn                              | 0,499                               | 0,342                |
| Uranus                              | 0,488                               | 0,300                |
| Neptun                              | 0,442                               | 0,290                |
| Pluto                               | 0,52                                | 0,72                 |
| Erdmond                             | 0,12                                | 0,11                 |
| Enceladus                           | 1,38                                | 0,99                 |
| … verschiedener Oberflächen         |                                     |                      |
| Material                            | Material                            | Albedo               |
| Frischer Schnee                     | Frischer Schnee                     | 0,80–0,90            |
| Alter Schnee                        | Alter Schnee                        | 0,45–0,90            |
| Wolken                              | Wolken                              | 0,60–0,90            |
| Wüste                               | Wüste                               | 0,30                 |
| Savanne                             | Savanne                             | 0,20–0,25            |
| Felder (unbestellt)                 | Felder (unbestellt)                 | 0,26                 |
| Rasen                               | Rasen                               | 0,18–0,23            |
| Wald                                | Wald                                | 0,05–0,18            |
| Asphalt                             | Asphalt                             | 0,05–0,25 (0,3)      |
| Beton                               | Beton                               | 0,1–0,4 (0,7)        |
| Wasserfläche (Neigungswinkel > 45°) | Wasserfläche (Neigungswinkel > 45°) | 0,05                 |
| Wasserfläche (Neigungswinkel > 30°) | Wasserfläche (Neigungswinkel > 30°) | 0,08                 |
| Wasserfläche (Neigungswinkel > 20°) | Wasserfläche (Neigungswinkel > 20°) | 0,12                 |
| Wasserfläche (Neigungswinkel > 10°) | Wasserfläche (Neigungswinkel > 10°) | 0,22                 |

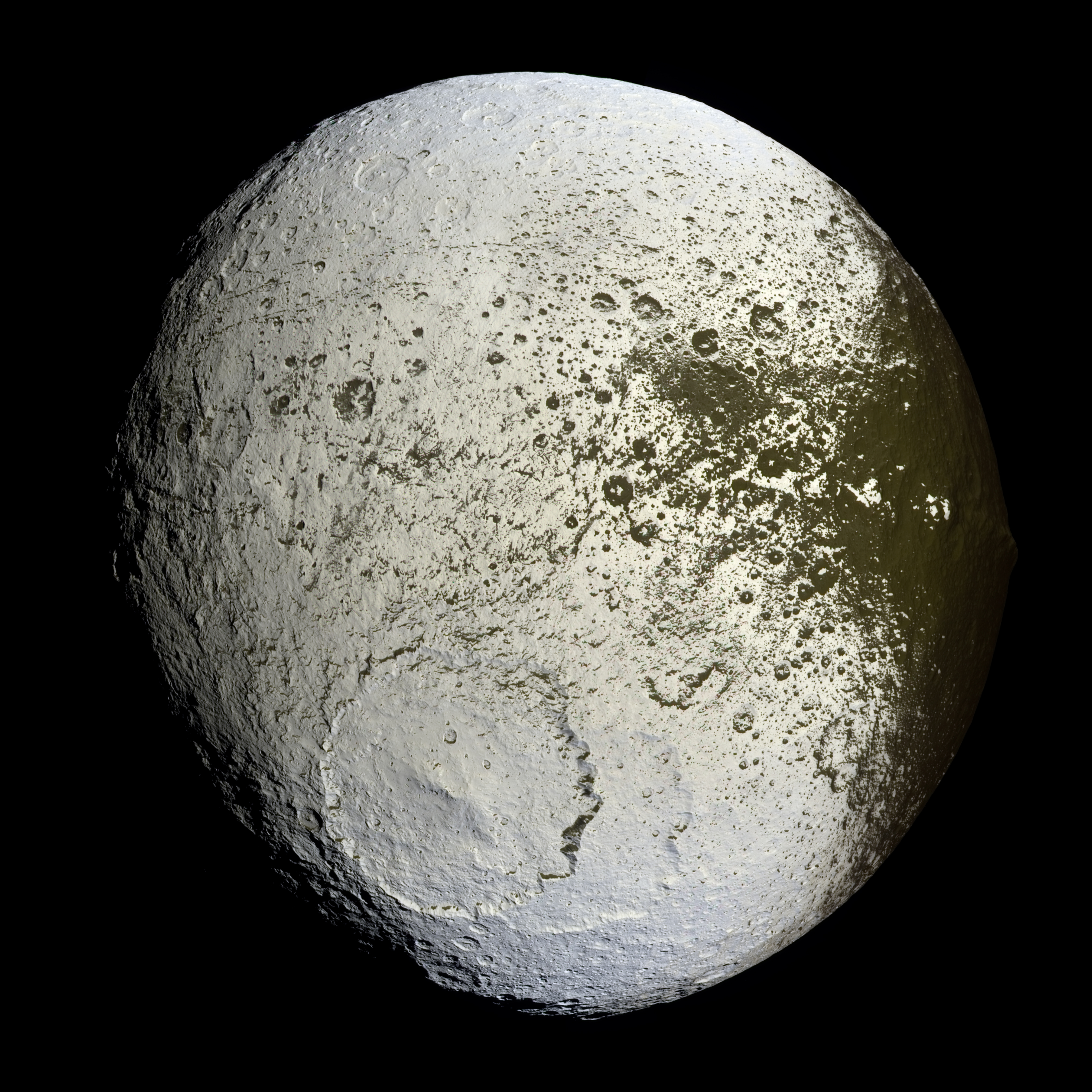
Der Saturnmond Iapetus hat mit einer sichtbaren geometrischen Albedo von 0,05 bis 0,5 den größten Helligkeitskontrast von allen bekannten Himmelskörpern im Sonnensystem

Die Albedo (lateinisch albedo ‚Weiße‘; von lateinisch albus ‚weiß‘) ist ein Maß für das Rückstrahlvermögen (Reflexionsstrahlung) von diffus reflektierenden, also sichtbar nicht leuchtenden Oberflächen. Sie wird als dimensionslose Zahl angegeben und entspricht dem Verhältnis von rückgestrahlter zu einfallender Strahlungsenergie (ein Albedo von 0,9 entspricht 90 % Rückstrahlung). Die Albedo hängt bei einer gegebenen Oberfläche von der Wellenlänge des einstrahlenden Lichtes ab und kann für Wellenlängenbereiche – z. B. das Sonnenspektrum oder das sichtbare Licht – angegeben werden. Vor allem in der Meteorologie ist sie von Bedeutung, da sie Aussagen darüber ermöglicht, wie stark sich eine Oberfläche erwärmt – und damit auch die Luft in Kontakt mit der Oberfläche.
In der Klimatologie ist die so genannte Eis-Albedo-Rückkopplung ein wesentlicher, den Strahlungsantrieb und damit die Strahlungsbilanz der Erde beeinflussender Faktor, der relevant für den Erhalt des Weltklimas ist.

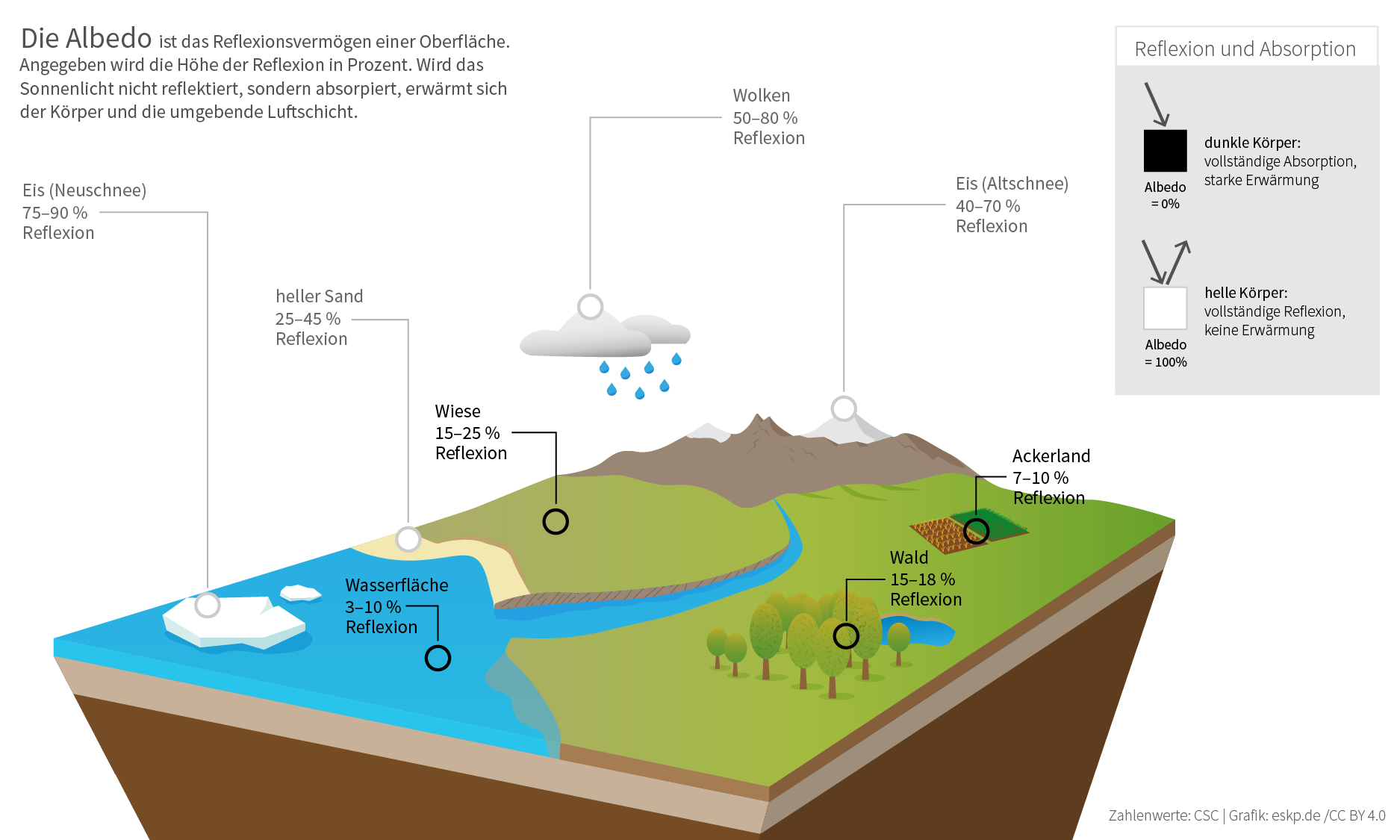
Verschiedene Oberflächen haben eine unterschiedliche Rückstrahlung: Anhand der Landschaft werden ausgewählte Albedowerte aufgeführt.

In der 3D-Computergrafik findet die Albedo ebenfalls Verwendung; dort dient sie als Maß für die diffuse Streukraft verschiedener Materialien für Simulationen der Volumenstreuung.
In der Astronomie spielt die Albedo eine wichtige Rolle, da sie mit grundlegenden Parametern von Himmelskörpern (z. B. Durchmesser, scheinbare/absolute Helligkeit) zusammenhängt.

## Albedoarten
Es werden verschiedene Arten der Albedo unterschieden:
- Die sphärische Albedo (auch planetarische Albedo, Bondsche Albedo oder bolometrische Albedo genannt) ist das Verhältnis des von einer Kugeloberfläche in alle Richtungen reflektierten Lichts zu der auf den Kugelquerschnitt einfallenden Strahlung. Bei der planetarischen Albedo gilt als Oberfläche der obere Rand der Atmosphäre. Die sphärische Albedo liegt stets zwischen 0 und 1. Der Wert 0 entspricht einer vollständigen Absorption und 1 einer vollständigen Reflexion des einfallenden Lichts.
- Die geometrische Albedo ist das Verhältnis des von einer vollen bestrahlten Fläche zum Beobachter gelangenden Strahlungsstroms zu dem, der von einer diffus reflektierenden, absolut weißen Scheibe (ein sogenannter Lambertstrahler) gleicher Größe bei senkrechtem Lichteinfall zum Beobachter gelangen würde. Die geometrische Albedo kann in seltenen Fällen auch Werte größer 1 annehmen,[4] weil reale Oberflächen nicht ideal diffus reflektieren.

Das Verhältnis zwischen sphärischer Albedo und geometrischer Albedo ist das sogenannte Phasenintegral (Phase bezieht sich hier auf die Tag-Nacht-Grenze), das die winkelabhängige Reflektivität jedes Flächenelements berücksichtigt.

## Messung
Die Messung der Albedo erfolgt über Albedometer und wird in Prozent angegeben. In der Astronomie können aufgrund der großen Entfernungen keine Albedometer eingesetzt werden. Die geometrische Albedo kann hier aber aus der scheinbaren Helligkeit und dem Radius des Himmelskörpers und den Entfernungen zwischen Erde, Objekt und Sonne berechnet werden. Um die sphärische Albedo zu bestimmen, muss auch das Phasenintegral (und somit die Phasenfunktion) bekannt sein. Diese ist allerdings nur für diejenigen Himmelskörper vollständig bekannt, die sich innerhalb der Erdbahn bewegen (Merkur, Venus). Für die oberen Planeten kann die Phasenfunktion nur teilweise bestimmt werden, wodurch auch die Werte für ihre sphärische Albedo nicht exakt bekannt sind.
Satelliten der US-Raumfahrtbehörde NASA messen im Rahmen des CERES-Programms seit 1998 die Albedo der Erde. Diese blieb in einem Zeitraum von 2000 bis 2011, abgesehen von kurzfristigen Schwankungen, weitgehend konstant; regional gab es in dieser Zeit jedoch Veränderungen von mehr als acht Prozent. In der Arktis ging die Rückstrahlung wegen der schrumpfenden hellen Eismassen zurück, während sich die Albedo im westlichen Pazifik aufgrund stärkerer Wolkenbildung durch La Niña im betrachteten Zeitraum vorübergehend verstärkte. Eine Studie aus dem Jahr 2021 weist basierend auf Messungen des Erdscheins auf der Mondoberfläche darauf hin, dass die Erd-Albedo zwischen 1998 und 2017 um rund 0,5 Prozent gesunken ist. CERES-Daten seit 2013 zeigen einen beschleunigten globalen Rückgang der Albedo bis zu einem vorläufigen Tiefpunkt von 28,7 Prozent im April 2025. Die Entwicklung könnte durch den Klimawandel mitverursacht worden sein und/oder die globale Erwärmung signifikant verstärken.
Das Deep Space Climate Observatory misst seit 2015 die Erd-Albedo in einem Abstand von 1,5 Millionen Kilometern zur Erde vom Lagrange-Punkt L1 aus. An diesem Punkt hat die Sonde einen dauerhaften Blick auf die sonnenbeschienene Seite der Erde.

## Einflüsse

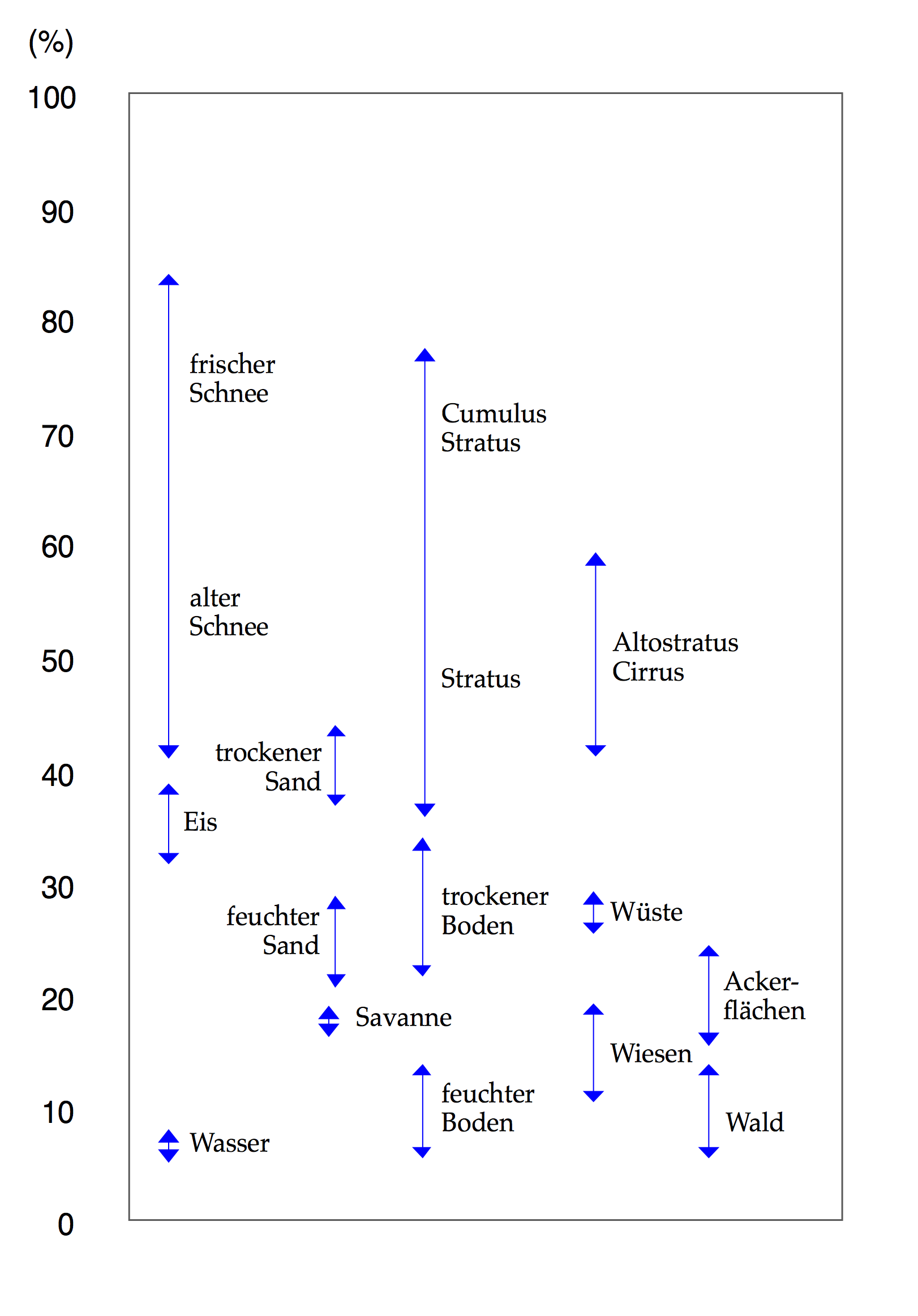
Prozent des reflektierten Sonnenlichtes in Abhängigkeit von unterschiedlichen Erdoberflächenbeschaffenheiten

Die Oberflächenbeschaffenheit eines Himmelskörpers bestimmt seine Albedo. Der Vergleich mit den Albedowerten irdischer Substanzen ermöglicht es also, Rückschlüsse auf die Beschaffenheit anderer planetarer Oberflächen zu ziehen. Gemäß der Definition der sphärischen Albedo ist die Voraussetzung von parallel einfallendem Licht wegen der großen Entfernungen der reflektierenden Himmelskörper von der Sonne als Lichtquelle sehr gut gegeben. Die stets geschlossene Wolkendecke der Venus strahlt viel mehr Licht zurück als die basaltartigen Oberflächenteile des Mondes. Die Venus besitzt daher mit einer mittleren sphärischen Albedo von 0,76 ein sehr hohes, der Mond mit durchschnittlich 0,12 ein sehr geringes Rückstrahlvermögen. Die Erde hat eine mittlere sphärische Albedo von 0,3. Durch die globale Erwärmung verschieben sich auf der Erde die regionalen Albedo-Werte. Durch Verschiebung der Wolkenbänder sank die Albedo z. B. in der nördlichen gemäßigten Zone, stieg dafür aber weiter im Norden. Die höchsten bisher gemessenen Werte fallen auf die Saturnmonde Telesto (0,994) und Enceladus (0,99). Der niedrigste Mittelwert wurde mit nur 0,03 am Kometen Borrelly festgestellt.
Glatte Oberflächen wie Wasser, Sand oder Schnee haben einen relativ hohen Anteil spiegelnder Reflexion, der von Kreide ebenso, ihre Albedo ist deshalb stark abhängig vom Einfallswinkel der Sonnenstrahlung (siehe Tabelle).
Die Albedo ist außerdem abhängig von der Wellenlänge des Lichts, das untersucht wird, weswegen bei der Angabe der Albedowerte immer der entsprechende Wellenlängenbereich angegeben werden sollte.

## Berücksichtigung in der Bautechnik
Zur Verbesserung des städtischen Mikroklimas werden bei der Planung und Ausführung von Verkehrsflächen im zunehmenden Maße Oberflächen mit günstigen Albedowerten berücksichtigt.
Die Reflexionseigenschaften von Asphalt- und Betonoberflächen können beispielsweise durch die Verwendung heller Gesteinskörnungen optimiert werden. Zwei ausführliche Fachartikel finden sich in.